# Гребенне (Грубешівський повіт)
Гребенне (пол. Hrebenne) — село в Польщі, в історичному Надсянні, у гміні Городло Грубешівського повіту Люблінського воєводства. Населення — 371 особа (2011).

## Історія
1749 року вперше згадується церква в селі.
За даними етнографічної експедиції 1869—1870 років під керівництвом Павла Чубинського, у селі проживали греко-католики, які розмовляли українською мовою.
У липні-серпні 1938 року польська влада в рамках великої акції руйнування українських храмів на Холмщині і Підляшші знищила місцеву православну церкву.
У 1975—1998 роках село належало до Замойського воєводства.

## Населення
Демографічна структура станом на 31 березня 2011 року:
|          | Загалом | Допрацездатний вік | Працездатний вік | Постпрацездатний вік |
| -------- | ------- | ------------------ | ---------------- | -------------------- |
| Чоловіки | 182     | 31                 | 117              | 34                   |
| Жінки    | 189     | 25                 | 106              | 58                   |
| Разом    | 371     | 56                 | 223              | 92                   |